# Anatolij Gołownia
Anatolij Dmitrijewicz Gołownia, ros. Анатолий Дмитриевич Головня́ (ur. 20 stycznia?/1 lutego 1900 w Symferopolu; zm. 25 czerwca 1982 w Moskwie) – radziecki operator filmowy, czołowy przedstawiciel szkoły radzieckiej. Pedagog, wykładowca WGIK w Moskwie.

## Życiorys
Wcześnie stracił ojca, był wychowywany przez matkę i wuja, wiejskiego nauczyciela. Uczył się w szkole wiejskiej w obwodzie chersońskim, później w gimnazjum w Chersoniu, gdzie 1915-1916 związał się z rewolucyjnym kółkiem "Liberta". Po ukończeniu gimnazjum studiował na Wydziale Agronomicznym Chersońskiego Instytutu Politechnicznego, przemianowanego w 1921 na technikum rolnicze, w związku z czym, w celu uzyskania wyższego wykształcenia, udał się do Moskwy, gdzie studiował na Wydziale Mechanizacji Gospodarki Rolnej Pietrowskiej Akademii Rolniczej. Następnie do 1926 studiował na Wydziale Operatorskim Państwowego Technikum Kinematografii, od 1925 pracował w kinie, od 1934 wykładał we Wszechzwiązkowym Państwowym Instytucie Kinematografii, m.in. jako kierownik katedry sztuki operatorskiej. Od 1944 należał do WKP(b). Był stałym współpracownikiem reżysera Wsiewołoda Pudowkina i autorem zdjęć do większości jego filmów. Jego zdjęcia wyróżniały się bogatym wykorzystaniem światła ze szczególnym uwzględnieniem światłocienia. Te zabiegi inspirowane były rosyjskim malarstwem realistycznym. Tworzył obrazy zindywidualizowanych jednostek, na tle monumentalnej architektury lub natury. W roku 1944 stanął na czele aktorsko-reżyserskiej klasy we Wszechzwiązkowym Państwowym Instytucie Kinematografii w Moskwie, kształcąc wielu radzieckich operatorów. Działalność pedagogiczną prowadził również poprzez stworzenie podręcznika sztuki operatorskiej oraz kilku książek o tej tematyce.

## Filmografia (operator)
- 1925 – Кирпичики (reż. Michaił Doller, Leonid Obolenski)
- 1925 – Gorączka szachowa (reż. Wsiewołod Pudowkin)
- 1926 – Matka (Мать) (reż. Wsiewołod Pudowkin)
- 1926 – Mechanika mózgu (reż. Wsiewołod Pudowkin)
- 1927 – Koniec Sankt Petersburga (reż. Wsiewołod Pudowkin, Michaił Doller)
- 1927 – Kelner z restauracji „Jar” (reż. Jakow Protazanow)
- 1928 – Burza nad Azją (reż. Wsiewołod Pudowkin)
- 1928 – Żywy trup (reż. Fiodor Ocep)
- 1933 – Dezerter (reż. Wsiewołod Pudowkin)
- 1938 – Zwycięstwo (reż. Wsiewołod Pudowkin, Michaił Doller)
- 1939 – Minin i Pożarski (reż. Wsiewołod Pudowkin)
- 1941 – Suworow (reż. Wsiewołod Pudowkin, Michaił Doller)
- 1946 – Admirał Nachimow (reż. Wsiewołod Pudowkin)
- 1950 – Żukowski (reż. Wsiewołod Pudowkin, Dmitrij Wasiljew)
- 1950 – Zwycięzca przestworzy (reż. Wsiewołod Pudowkin)

## Nagrody i odznaczenia
- Medal Sierp i Młot Bohatera Pracy Socjalistycznej (8 lutego 1980)
- Order Lenina (dwukrotnie, 4 listopada 1967 i 8 lutego 1980)
- Order Rewolucji Październikowej (22 czerwca 1971)
- Order Czerwonego Sztandaru Pracy (dwukrotnie, 23 maja 1940 i 6 marca 1950)
- Order „Znak Honoru” (15 września 1961)
- Nagroda Stalinowska I klasy (1947)
- Nagroda Stalinowska II klasy (1951)

I medale.

### Podmiotowa
- 1948 – Światło w sztuce operatora
- 1970 – O sztuce operatorskiej
- 1971 – Ekran moja paleta
- 1978 – Twórczość operatora filmowego
- 1983 – Kompozycja optyczna kadru filmowego

### Przedmiotowa
- Jelena Bauman, Rostisław Jurieniew, Mała Encyklopedia Kina Radzieckiego, Wydawnictwa Artystyczne i Filmowe, Warszawa 1987, ISBN 83-221-0446-4.